# Epitácio Pessoa
Epitácio Lindolfo da Silva Pessoa ([epiˈtasju lĩˈdowfu da ˈsiwvɐ peˈsoɐ]; 23. května 1865 – 13. února 1942) byl brazilský právník a politik, jedenáctý prezident země v letech 1919 až 1922. Jeho období vlády bylo poznamenáno začátkem vojenských vzpour, které později kulminovaly revolucí z roku 1930, jež vynesla k moci Getúlia Vargase. Kromě role prezidenta Pessoa také zastával jiné poslanecké, soudcovské a diplomatické funkce a byl ministrem spravedlnosti.